# 小行星1139
小行星1139（1139 Atami）是一颗绕太阳运转的小行星，为火星轨道穿越小行星。该小行星于1929年12月1日发现。
該小行星以日本靜岡縣熱海市命名。

## 轨道参数
小行星1139的轨道半长轴为1.9480213 UA，离心率为0.255。

## 外部連結
- 1139 Atami JPL Small-Body Database Browser （页面存档备份，存于）
- (1139) Atami, primary and secondary （页面存档备份，存于）